# Test Drive: Le Mans
Test Drive: Le Mans lub Le Mans 24 Hours – gra komputerowa z 2000 roku z serii Test Drive, autorstwa studia Eutechnyx.

## Rozgrywka
Test Drive: Le Mans pozwala wziąć udział w 24. godzinnym wyścigu. W grze do wyboru są wszystkie oficjalne trasy 24h Le Mans. Zawarto w niej 25 zespołów wyścigowych i ponad 50 pojazdów, posiadają one własną charakterystykę i swój styl. W grze dostępne są efekty świetlne podczas rozgrywki dziennej i nocnej.